# Portikus

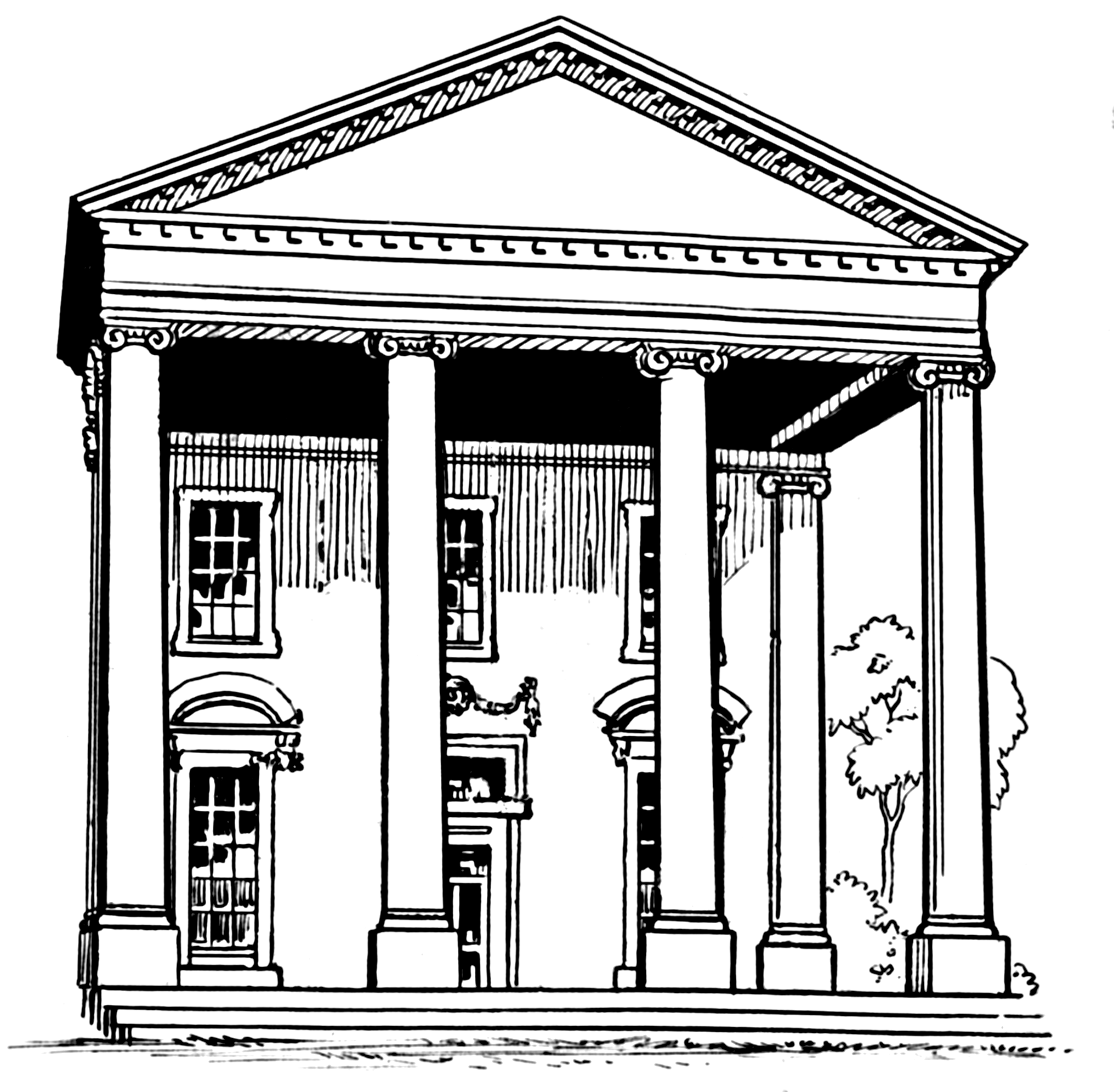
Portikus (tetrastylos)

Portikus (lat. přístřešek, od portus, přístav) je otevřená sloupová hala, předložená hlavnímu vstupu do budovy. Na rozdíl od arkád však u portiku mezi sloupy nejsou klenby, nýbrž rovné kladí (architráv).

## Význam

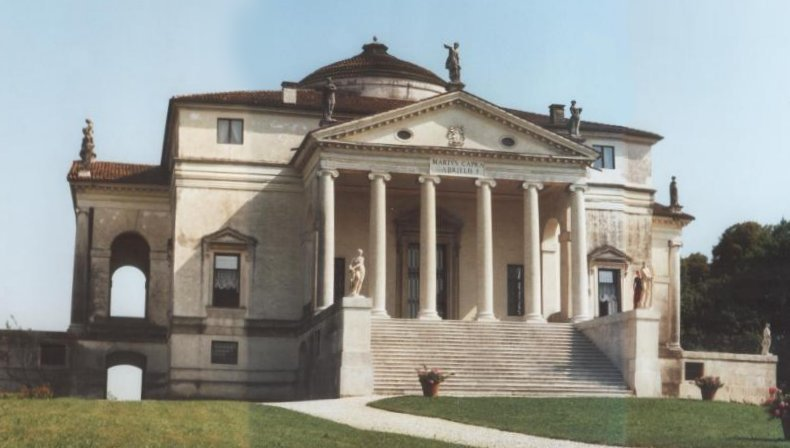
Vila La Rotonda, Vicenza (Andrea Palladio)

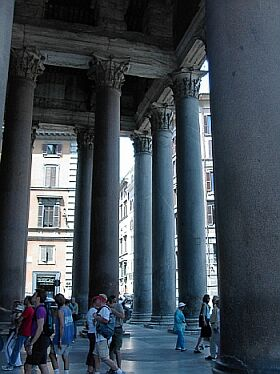
Portikus (oktostylos) Pantheonu v Římě

Ve starověku se slovem porticus (které je mužského rodu) rozuměla jak otevřená sloupová předsíň či hala před vstupem, tak také delší sloupová chodba, řecká stoa čili kolonáda. Vznikla patrně jako přístřešek před vchodem, brzy se však začala stavět i jako stinná chodba podél veřejného prostranství (agora) a ovšem dekorativní architektonický prvek. V antické stejně jako později v renesanční architektuře se portiky rozlišovaly podle počtu sloupů na tetrastylos (čtyři sloupy), hexastylos (šest, například chrámy v Paestu u Neapole), oktostylos (osm, například Parthenon v Athénách nebo Pantheon v Římě) a dekastylos (deset sloupů, například chrám Apollónův v Milétu).
Ve středověku se sloupové chodby obvykle klenuly a teprve renesanční architekti (Andrea Palladio) objevili kouzlo jednoduchého a přitom velmi slavnostního portiku, který se stal téměř povinnou součástí italských renesančních vil. K dalšímu oživení portiku došlo v klasicismu od 18. až do 20. století.